# Gyrophaena bihamata
Gyrophaena bihamata är en skalbaggsart som beskrevs av Thomson 1867. Gyrophaena bihamata ingår i släktet Gyrophaena, och familjen kortvingar. Arten är reproducerande i Sverige.